# جک باتلر ییتس
جک باتلر ییتس (انگلیسی: Jack Butler Yeats؛ ۲۹ اوت ۱۸۷۱ – ۲۸ مارس ۱۹۵۷) یک نقاش، و ورزشکار اهل ایرلند بود. ویلیام باتلر ییتس برادر وی بود.